# Bromure de cyanogène
Le bromure de cyanogène est un composé chimique de formule Br–C≡N. C'est un solide cristallisé incolore à l'odeur âcre, non combustible, très volatil et soluble dans l'eau, où il s'hydrolyse en donnant du cyanure d'hydrogène HCN et de l'acide hypobromeux HOBr :
BrCN + H2O → HCN + HOBr.

## Propriétés
C'est un composé très toxique en raison à la fois du brome et du cyanure, qui affectent le système nerveux et agissent comme poison en tant qu'inhibiteur enzymatique.
La molécule est linéaire, avec des liaisons Br–C et C≡N longues respectivement de 178,9 pm et 116,0 pm. Elle est également polaire (2,94 D), mais ne s'ionise pas spontanément dans l'eau ; BrCN est soluble à la fois dans l'eau et les solvants organiques.
Le bromure de cyanogène peut être préparé par oxydation du cyanure de sodium NaCN en présence de brome Br2 en deux étapes via le cyanogène N≡C–C≡N à une température inférieure à 20 °C :
2 NaCN + Br2 → (CN)2 + 2 NaBr,
(CN)2 + Br2 → 2 BrCN.

## Applications
Le bromure de cyanogène est utilisé notamment en biochimie dans le séquençage des protéines pour cliver sélectivement toutes les liaisons peptidiques après une méthionine. La méthionine est un acide aminé qui réagit avec le BrCN pour former une iminolactone hydrolysée par un acide en homosérine lactone. Les protéines sont ainsi décomposées en fragments plus petits qui peuvent être analysés par dégradation d'Edman ou par d'autres techniques.